# Svenska Skidanläggningars Organisation
Svenska Skidanläggningars Organisation, tidigare Svenska Liftanläggningars Organisation, förkortat SLAO, är en bransch- och intresseorganisation för skidlift- och alpina skidanläggningar i Sverige. Organisationen grundades år 1978, och har sitt huvudkontor i Östersund.
Alla anläggningar som är medlemmar måste uppfylla krav på bland annat säkerhet. År 2008 var 235 skidanläggningar medlemmar i SLAO vilket enligt egen uppgift motsvarar 99 % av Sveriges totala liftkapacitet och omsättning.